# مير قاسم
مير قاسم (توفي 8 مايو 1777) نواب البنغال من 1760 إلى 1763، صعد إلى العرش بدعم من شركة الهند الشرقية البريطانية، ليحل مكان صهره مير جعفر الذي كان قد دعمته الشركة في وقت سابق بعد دوره الحاسم الذي أكسب البريطانيين معركة بلاسي، ومع ذلك، اختلف مير جعفر في نهاية المطاف مع شركة الهند الشرقية فحاول تشكيل تحالفًا بديلًا مع منافستها شركة الهند الشرقية الهولندية. هزم البريطانيون في النهاية الهولنديين في معركة تشينشورا وأطاحوا بمير جعفر ونصبوا مكانه مير قاسم. اختلف قاسم فيما بعد مع البريطانيين وحاربهم في بوكسار، ينظر إلى هزيمته أنها سبب رئيسي في أن أصبح البريطانيون القوة المهيمنة في أجزاء كبيرة من شمال وشرق الهند.

## نشأته
هو مير سيد قاسم بن مير محمد رضي خان، كان يدعي الانتساب إلى علي بن موسى الرضا، جده لأبيه السيد حسين الرضوي، دخل إمبراطورية المغول في عهد أورنكزيب، وتزوج من ابنة مير هادي صاحب منصب داروغا (قائد الشرطة) في الإمبراطورية المغولية، ومنح حسين الرضوي اللقب الامتيازي خان، وتولى منصب وقيانافيس (وزير الداخلية) وفي وقت لاحق تولى ديوان بهار، كما كتب جد قاسم الشعر الفارسي تحت الاسم المستعار خالص، وينسب إليه ديوان طويل.
تزوج قاسم من فاطمة بيغوم ابنة مير جعفر وحفيدة علي وردي خان.   قبل أن يصبح نواب البنغال، شغل منصب فوجدار مدينة رنكبور لمدة عقدين تقريبًا.

## تاريخه

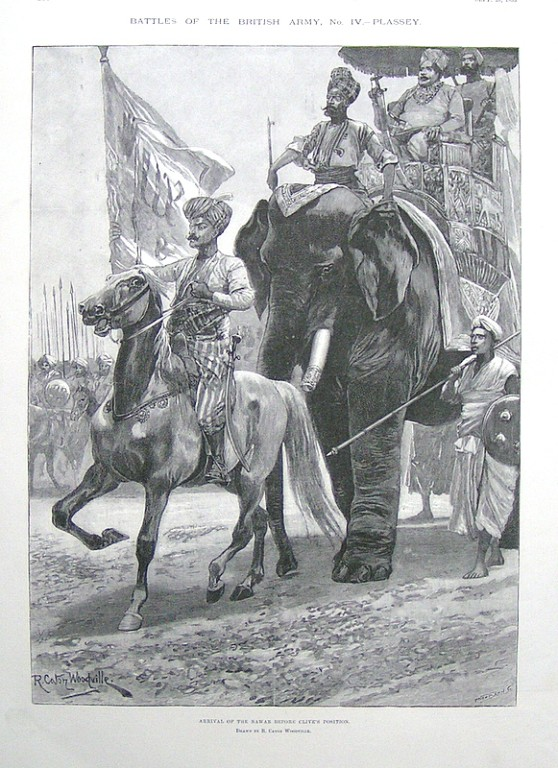
مير قاسم نواب البنغال ومرشد أباد.

بعد توليه العرش، أغدق مير قاسم على شركة الهند الشرقية بهدايا سخية، تعبيرًا عن شكره وامتنانه للدعم الذي تلقاه منهم، ولكن سرعان ما دخل قاسم في نزاع مع البريطانيين حول قضايا التجارة، حيث اعترضوا على محاولة قاسم فرض رسوم استيراد وتصدير على سلعهم، وقد اعترضوا بشكل خاص على فرض رسوم بنسبة 9٪ على جميع التجار الأجانب، تدهورت العلاقة بين قاسم والشركة رويدا رويدا، ونقل عاصمته من مرشد أباد إلى مونجر في ولاية بهار، حيث حشد جيشًا جديدًا وموله من تحصيل الضرائب.
عارض قاسم بشدة وضع شركة الهند الشرقية وكان يرى بأن رخصة المغول (داستاك) الممنوحة للبريطانيين تعني أنه يمكنهم التجارة دون دفع الضرائب المستحقة عليهم (كان يتعين على التجار المحليين الذين لديهم داستاك دفع ما يصل إلى 40٪ من إيراداتهم كضريبة)، رفض البريطانيون دفع هذه الضرائب التي طالب بها قاسم، الأمر الذي أشعره بالإحباط لذلك ألغى الضرائب على التجار المحليين أيضًا، أدى هذا إلى زعزعة الميزة التي كان التجار الأوروبيون يتمتعون بها، تصاعدت الأعمال العدائية فغزا مير قاسم مكاتب الشركة في باتنا عام 1763، مما أسفر عن مقتل الكثير من الأوروبيين بمن فيهم المقيم البريطاني، تحالف مير قاسم مع الإمبراطور المغولي شاه عالم الثاني وشجاع الدولة حاكم دولة أوده ضد البريطانيين، لكن هُزمت قواتهم المشتركة في معركة بوكسار عام 1764. أطلق قاسم أيضًا في عام 1763 عملية عسكرية فاشلة لغزو مملكة نيبال الهندوسية، وذلك في عهد الماهاراجا بريتفي نارايان شاه، أول ملك لنيبال، بعد أن طلب كاناك سينغ بانيا رئيس وزراء ماكوانبور تدخل قاسم ضد الملك النيبالي، بعد أن أخذ  الأخير الملك بيكرام سين ملك ماكوانبور رهينة، أرسل قاسم قوة عسكرية تحت قيادة قائده جورجين خان لغزو نيبال، هزم النيبياليون الجيش الغازي بسرعة فاضطر جورجين خان للتراجع.
على عكس سراج الدولة من قبله، كان مير قاسم حاكمًا مؤثرا وذو شعبية، وقد أدى انتصار البريطانيين في معركة بوكسار إلى تثبيت شركة الهند الشرقية كقوة كبيرة في مقاطعة البنغال أكثر مما كانت عليه في معركة بلاسي قبل سبع سنوات وفي معركة تشنشورا قبل ذلك بخمس سنوات، بحلول عام 1793، ألغت شركة الهند الشرقية التنظيمات الإدارية المغولية في إشارة إلى خروج البنغال عن تبعية الحكم المغولي وصارت الشركة مسؤولة بالكامل عن المقاطعة المغولية السابقة.

## وفاته
بعد أن خسر نفوذه وفقد كل رجاله بعد الهزيمة في معركة بوكسار، طُرد قاسم من معسكره على يد شجاع الدولة بتاريخ 23 أكتوبر 1764؛ فر قاسم إلى عدة أماكن قبل أن ينتهي به المطاف في كوتوال بالقرب من دلهي 1774، وهناك توفي مير قاسم في غموض وفقر مدقع ربما بسبب الاستسقاء بتاريخ 8 مايو 1777.